# Miguel Gutierrez (Choreograf)
Miguel Gutierrez (* 1971) ist ein US-amerikanischer Tänzer, Choreograf, Autor und Musiker.
Seine Karriere begann er in San Francisco als Mitglied der Joe Goode Performance Group. Er gibt sowohl Solo- als auch Gruppendarbietungen; letztere mit der Gruppe Miguel Gutierrez and the Powerful People.
Er lebt in Brooklyn (Stand: 2014).
2022 wurde Gutierrez in die American Academy of Arts and Sciences gewählt.

## Arbeiten (Auswahl)
DEEP AEROBICS – Death Electric Emo Protest Aerobics ist eine Aerobic-Übung mit Beteiligung des Publikums. Neben intensiver körperlicher Bewegung hat die Übung auch einen metaphysischen Anspruch: Sie beschäftigt sich mit den Themen Sterblichkeit, politischem Protest, Unterdrückung, Widerstand und Hoffnung.
myendlesslove wurde 2006 im Henry Street Settlement uraufgeführt und 2013 im Abron Arts Center erneut aufgegriffen. Es behandelt Sex, Begehren und Älterwerden in der Schwulenszene.
When You Rise Up ist ein kurzes Buch von Gutierrez, erschienen bei 53rd State Press. Es beschäftigt sich mit der Psyche der 20- bis 30-Jährigen, die, so Gutierrez:

“often don’t know what to do with themselves, where to put their energies, or how to act “powerful” among others”

„oft nicht wissen, was sie mit sich anfangen sollen, wofür sie ihre Energie einsetzen sollen, oder wie sie „kraftvoll“ mit anderen umgehen.“

## Zitat
“My work tends to be quite emotional and concerns itself with the phenomenon of existence. I am interested in asking who are we and why are we here, both in in (sic!) life and in the theater. I am fascinated by the body's ability to move between the mundane and the transcendent. I am interested in how the presence of the audience creates a space of attention and extraordinary perception.”

„Meine Arbeit ist recht emotional; sie beschäftigt sich mit dem Phänomen des Daseins. Mich interessiert, wer wir sind und warum wir hier sind, sowohl hier im Leben als auch hier im Theater. Mich fasziniert, dass der Körper fähig ist, sich zwischen Profanem und Transzendentem zu bewegen. Mich interessiert, wie die Anwesenheit des Publikums eine Raum von Aufmerksamkeit und außergewöhnlicher Wahrnehmung schafft.“

## Auftritte
Gutierrez trat unter anderem auf bei:
- der Whitney Bienniale 2014,
- dem NY Lesbian and Gay Experimental Film Festival,
- den Diverseworks in Houston,
- dem Flynn Center in Burlington, Vermont.

International trat er auf beim:
- ImPuls Tanz in Wien,
- Springdance Festival in Utrecht,
- und Touch:2005 in Archangelsk.

## Veröffentlichungen
- When you rise up: performance texts. 53rd State Press Brooklyn, NY: 2009 OCLC 460057204
- mit Anna Azrieli, Michelle Boule, Tarek Halaby, Jaime Fennelly, Lenore Doxsee, Samuel Topiary, Marissa Perel und Parker Lutz: I succumb DVD, 2003. OCLC 123091714
- Mit Anna Azrieli, Michelle Boule, Abby Crain, Tarek Halaby, Christoph Draeger, Lenore Doxsee, Keri Thibodeau, Parker Lutz, und Margit Galanter. Damnation road. DVD, 2004. OCLC 123092290
- Mit Anna Azrieli, Michelle Boule, Abby Crain und Lenore Doxsee. Retrospective exhibitionist und Difficult bodies. DVD, 2005. OCLC 123092686